# 稲橋八幡神社
稲橋八幡神社（いなはしはちまんじんじゃ）は、愛知県豊田市稲武町にある神社。旧社格は郷社。

## 祭神
- 息長足姫命
- 誉田別天皇
- 比売大神
- 天照皇大神
- 白山比売命

## 歴史
正確な創建年は定かでないが、清和天皇の御代に宇佐八幡宮から分霊されて創立したとの伝承がある。安産の神として知られ、周辺地域では子安八幡という俗称がある。信濃国や美濃国など遠方からの参拝者もあり、参拝者は竹製の柄杓を持参する習わしがあった。宝暦11年（1761年）の氏子数は47戸、寛政元年（1789年）の氏子数は45戸、天保13年（1842年）の氏子数は43戸だった。
1876年（明治8年）8月16日には明月清風校が一円寺の境内から八幡神社の境内にあった建物に移転した。1877年（明治9年）には明月清風校から第86番稲橋学校に改称している。稲橋学校は1902年（明治35年）2月まで稲橋八幡神社の境内にあった。明月清風校や稲橋学校は、豊田市立稲武小学校の前身となった学校である。
境内には日清戦争殉国者の記念碑、日露戦争殉国者の記念碑がある。1872年（明治5年）3月には近代社格制度における村社に列せられ、1879年（明治12年）には郷社に列せられた。1907年（明治40年）4月15日には下中当の村社である神明社を合祀した。1868年（明治元年）の氏子数は45戸、1912年（大正元年）の氏子数は70戸、1940年（昭和15年）の氏子数は138戸、1984年（昭和59年）の氏子数は146戸だった。

## 行事
- 大祭
8月14日・8月15日

- 大祓祭
6月末日、12月末日

- 月次祭
毎月1日、毎月15日

## 文化財
愛知県指定天然記念物
- 「八幡神社のスギ・ヒノキ合体木」
1983年（昭和58年）7月7日指定。社殿の正面にある神木。スギがヒノキを抱えている合体木である。スギは樹高44メートル、胸高囲6.3メートル、根回り8メートルであり、推定樹齢700年。ヒノキは胸高囲2メートル。

## 現地情報
所在地
- 〒441-2513：愛知県豊田市稲武町稲橋宮ノヒラ1

アクセス
- 猿投グリーンロード 力石インターチェンジから車で約40分。
- 東海環状自動車道 豊田勘八インターチェンジから車で約50分。